# Município de Orange (condado de Meigs, Ohio)
O município de Orange (em inglês: Orange Township) é um município localizado no condado de Meigs no estado estadounidense de Ohio. No ano de 2010 tinha uma população de 1.072 habitantes e uma densidade populacional de 15,95 pessoas por km².

## Geografia
O município de Orange encontra-se localizado nas coordenadas 39° 09′ 01″ N, 81° 54′ 03″ O. Segundo o Departamento do Censo dos Estados Unidos, o município tem uma superfície total de 67.23 km², da qual 67,16 km² correspondem a terra firme e (0,1 %) 0,07 km² é água.

## Demografia
Segundo o censo de 2010, tinha 1.072 habitantes residindo no município de Orange. A densidade populacional era de 15,95 hab./km². Dos 1.072 habitantes, o município de Orange estava composto pelo 97,85 % brancos, o 0,28 % eram afroamericanos, o 0,19 % eram amerindios, o 0,37 % eram asiáticos, o 0,09 % eram insulares do Pacífico e o 1,21 % eram de uma mistura de raças. Do total da população o 0,37 % eram hispanos ou latinos de qualquer raça.